# 亨麗埃特·瑪麗 (布蘭登堡-施韋特)
亨麗埃特·瑪麗（德語：Henriette Marie，1702年3月2日—1782年5月7日），布蘭登堡-施韋特藩侯菲利普·威廉的女兒。

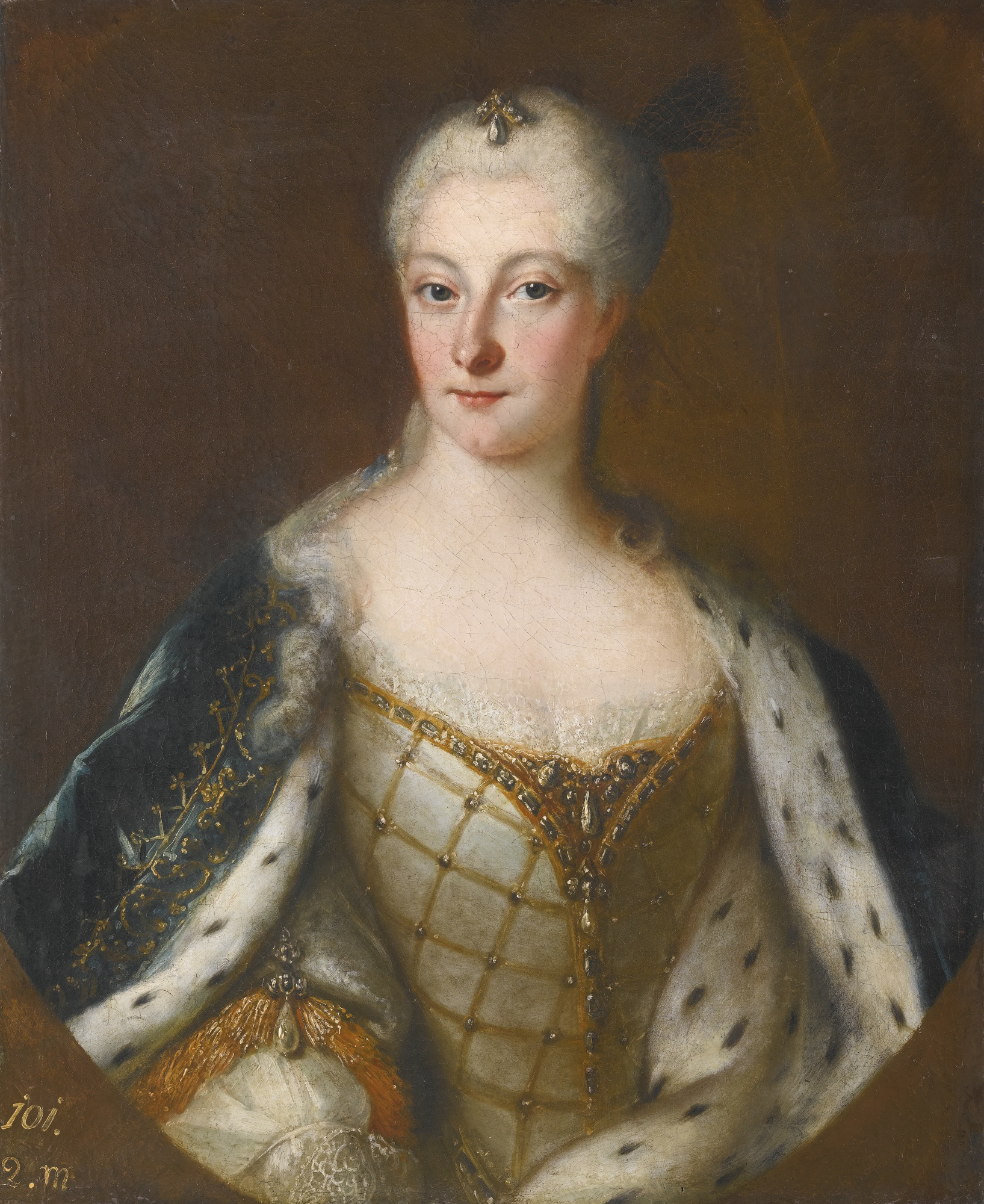
亨麗埃特·瑪麗

## 家庭
1716年，亨麗埃特·瑪麗與符騰堡公爵埃伯哈德·路德維希之子腓特烈·路德維希結婚，兩人共有1子1女：
1. 埃伯哈德·腓特烈（1718年—1719年），夭折
2. 路易絲·弗蕾德里克（1722年—1791年）